# Gleichenia rupestris
Gleichenia rupestris är en ormbunkeart som beskrevs av Robert Brown. Gleichenia rupestris ingår i släktet Gleichenia och familjen Gleicheniaceae. Inga underarter finns listade.